# Team Alientech
Team Alientech é uma organização multigaming nacional. focada em reunir jogadores de topo e também equipas de vários jogos, com uma forte presença da comunidade de videojogos Portuguesa. Team Alientech - Mérito, prestigio e dedicação.
Os team Alientech nasceram em território Portugues  pelas mãos de Gustavo Henriques e João Santos com o essencial suporte da loja www.Alientech.pt localizada no Porto - Portugal, cujo esta loja faz reparações de computadores, venda de produtos gaming e muito mais.
A equipa teve a sua primeira aparição em 13-06-2011 na comunidade gaming portuguesa começando em  Call of Duty 2 and Call of Duty 4, com grande notoriedade e talento as equipas começaram a travez grandes resultados. Mais tarde Filipe Santos foi adicionado ao nosso corpo administrativo para consolidação e manutenção dos Team Alientech.